# Lijst van voetbalinterlands Ghana - Mali
Deze lijst van voetbalinterlands is een overzicht van alle officiële voetbalwedstrijden tussen de nationale teams van Ghana en Mali. De West-Afrikaanse landen hebben tot op heden achttien keer tegen elkaar gespeeld. De eerste ontmoeting was een vriendschappelijke wedstrijd op 27 februari 1963 in Accra. Het laatste duel, een kwalificatiewedstrijd voor het Wereldkampioenschap voetbal 2026, werd gespeeld op 6 juni 2024 in Bamako.

## Wedstrijden
| №  | Plaats         | Datum            | Competitie                   | Wedstrijd    | Uitslag |
| -- | -------------- | ---------------- | ---------------------------- | ------------ | ------- |
| 1  | Accra          | 27 februari 1963 | Vriendschappelijk            | Ghana − Mali | 4 − 0   |
| 2  | Bamako         | 13 april 1975    | Afrika Cup 1976 kwalificatie | Mali − Ghana | 3 − 1   |
| 3  | Accra          | 27 april 1975    | Afrika Cup 1976 kwalificatie | Ghana − Mali | 4 − 0   |
| 4  | Algiers        | 17 juli 1978     | Afrikaanse Spelen 1978       | Ghana − Mali | 1 − 1   |
| 5  | Libreville     | 4 december 1992  | Vriendschappelijk            | Mali − Ghana | 1 − 1   |
| 6  | Bamako         | 23 februari 1994 | Vriendschappelijk            | Mali − Ghana | 0 − 0   |
| 7  | Bamako         | 3 december 1998  | Vriendschappelijk            | Mali − Ghana | 0 − 2   |
| 8  | Mopti          | 25 december 2001 | Vriendschappelijk            | Mali − Ghana | 1 − 1   |
| 9  | Bamako         | 7 juni 2009      | WK 2010 kwalificatie         | Mali − Ghana | 0 − 2   |
| 10 | Kumasi         | 15 november 2009 | WK 2010 kwalificatie         | Ghana − Mali | 2 − 2   |
| 11 | Franceville    | 28 januari 2012  | Afrika Cup 2012              | Ghana − Mali | 2 − 0   |
| 12 | Malabo         | 11 februari 2012 | Afrika Cup 2012              | Ghana − Mali | 0 − 2   |
| 13 | Port Elizabeth | 24 januari 2013  | Afrika Cup 2013              | Ghana − Mali | 1 − 0   |
| 14 | Port Elizabeth | 9 februari 2013  | Afrika Cup 2013              | Mali − Ghana | 3 − 1   |
| 15 | Parijs         | 31 maart 2015    | Vriendschappelijk            | Ghana − Mali | 1 − 1   |
| 16 | Port-Gentil    | 21 januari 2017  | Afrika Cup 2017              | Ghana − Mali | 1 − 0   |
| 17 | Manavgat       | 9 oktober 2020   | Vriendschappelijk            | Mali − Ghana | 3 − 0   |
| 18 | Bamako         | 6 juni 2024      | WK 2026 kwalificatie         | Mali − Ghana | 1 − 2   |

## Samenvatting
| Competitie              | Totaal gespeeld | Winst Ghana | Gelijk | Winst Mali | Doelsaldo Ghana – Mali |
| ----------------------- | --------------- | ----------- | ------ | ---------- | ---------------------- |
| WK-kwalificatie         | 3               | 2           | 1      | 0          | 6 − 3                  |
| Afrika Cup              | 5               | 3           | 0      | 2          | 5 − 5                  |
| Afrika Cup-kwalificatie | 2               | 1           | 0      | 1          | 5 − 3                  |
| Afrikaanse Spelen       | 1               | 0           | 1      | 0          | 1 − 1                  |
| Vriendschappelijk       | 7               | 2           | 4      | 1          | 9 − 6                  |
| Totaal                  | 18              | 8           | 6      | 4          | 26 − 18                |

GFA · A-internationals · Selecties ·  Bondscoaches · Ghanees vrouwenelftal · Ghana U21 · Ghana U20 · Ghana U19 · Ghana U18 · Ghana U17
1950 – 1959 ·
1960 – 1969 ·
1970 – 1979 ·
1980 – 1989 ·
1990 – 1999 ·
2000 – 2009 ·
2010 – 2019 ·
2020 − 2029
WK 2006 ·
WK 2010 · 
WK 2014
OS 1964 · 
OS 1968 · 
OS 1972 · 
OS 1976 · 
OS 1992 · 
OS 1996 ·
OS 2004
1950 · 
1951 · 
1952 · 
1953 · 
1954 · 
1955 · 
1956 · 
1957 · 
1958 · 
1959 · 
1960 · 
1961 · 
1962 · 
1963 · 
1964 · 
1965 · 
1966 · 
1967 · 
1968 · 
1969 · 
1970 · 
1971 · 
1972 · 
1973 · 
1974 · 
1975 · 
1976 · 
1977 · 
1978 · 
1979 · 
1980 · 
1981 · 
1982 · 
1983 · 
1984 · 
1985 · 
1986 · 
1987 · 
1988 · 
1989 · 
1990 · 
1991 · 
1992 · 
1993 · 
1994 · 
1995 · 
1996 · 
1997 · 
1998 · 
1999 · 
2000 · 
2001 · 
2002 · 
2003 · 
2004 · 
2005 · 
2006 · 
2007 · 
2008 · 
2009 · 
2010 · 
2011 · 
2012 · 
2013 ·
2014 ·
2015 ·
2016 ·
2017 ·
2018 ·
2019 ·
2020 ·
2021 ·
2022 ·
2023
Algerije ·
Angola ·
Argentinië ·
Australië ·
Benin ·
Bosnië en Herzegovina ·
Botswana ·
Brazilië ·
Burkina Faso ·
Burundi ·
Canada ·
Centraal-Afrikaanse Republiek ·
Chili ·
China ·
Comoren ·
Congo-Brazzaville ·
Congo-Kinshasa ·
Cuba ·
DDR ·
Denemarken ·
Duitsland ·
Egypte ·
Engeland ·
Equatoriaal-Guinea ·
Eritrea ·
Ethiopië ·
Gabon ·
Gambia ·
Griekenland ·
Guinee ·
Guinee-Bissau ·
IJsland ·
India ·
Indonesië ·
Irak ·
Iran ·
Italië ·
Ivoorkust ·
Jamaica ·
Japan ·
Joegoslavië ·
Kaapverdië ·
Kameroen ·
Kenia ·
Lesotho ·
Letland ·
Liberia ·
Libië ·
Madagaskar ·
Malawi ·
Maleisië ·
Mali ·
Marokko ·
Mauritius ·
Mexico ·
Montenegro · 
Mozambique ·
Namibië ·
Nederland ·
Nicaragua ·
Nieuw-Zeeland ·
Niger ·
Nigeria ·
Noorwegen ·
Oeganda ·
Oostenrijk ·
Portugal ·
Qatar ·
Rusland ·
Rwanda ·
Saoedi-Arabië ·
Sao Tomé en Principe ·
Senegal ·
Servië ·
Sierra Leone ·
Singapore ·
Slovenië ·
Soedan ·
Somalië ·
Swaziland ·
Tanzania ·
Thailand ·
Togo ·
Tsjaad ·
Tsjechië ·
Tunesië ·
Turkije ·
Uruguay ·
Verenigde Staten ·
Zambia ·
Zimbabwe ·
Zuid-Afrika ·
Zuid-Korea ·
Zwitserland
Brazilië (2006) · 
Duitsland (2014) ·
Italië (2006) · 
Ivoorkust (2015) · 
Portugal (2014) ·
Servië (2010) · 
Tsjechië (2006) · 
Verenigde Staten (2006) · 
Verenigde Staten (2014)
FMF · A-internationals · Bondscoaches · Malinees vrouwenelftal · Olympisch elftal
1960 – 1969 · 
1970 – 1979 · 
1980 – 1989 · 
1990 – 1999 · 
2000 – 2009 · 
2010 – 2019 · 
2020 – 2029
OS 2004
1962 · 
1963 · 
1964 · 
1965 · 
1966 · 
1967 · 
1968 · 
1969 · 
1970 · 
1971 · 
1972 · 
1973 · 
1974 · 
1975 · 
1976 · 
1977 · 
1978 · 
1979 · 
1980 · 
1981 · 
1982 · 
1983 · 
1984 · 
1985 · 
1986 · 
1987 · 
1988 · 
1989 · 
1990 · 
1991 · 
1992 · 
1993 · 
1994 · 
1995 · 
1996 · 
1997 · 
1998 · 
1999 · 
2000 · 
2001 · 
2002 · 
2003 · 
2004 · 
2005 · 
2006 · 
2007 · 
2008 · 
2009 · 
2010 · 
2011 · 
2012 · 
2013 · 
2014 ·
2015 ·
2016 ·
2017 ·
2018 ·
2019 ·
2020 ·
2021 ·
2022 ·
2023 ·
2024
Algerije · 
Angola · 
Benin · 
Botswana · 
Burkina Faso ·
Burundi · 
Centraal-Afrikaanse Republiek ·
China · 
Comoren ·
Congo-Brazzaville · 
Congo-Kinshasa · 
DDR · 
Egypte · 
Equatoriaal-Guinea · 
Eritrea · 
Ethiopië ·
Gabon · 
Gambia · 
Ghana · 
Guinee · 
Guinee-Bissau · 
Iran · 
Ivoorkust · 
Japan ·
Kaapverdië · 
Kameroen · 
Kenia · 
Koeweit · 
Kroatië ·
Liberia · 
Libië · 
Litouwen · 
Madagaskar · 
Malawi · 
Marokko ·
Mauritanië ·
Mozambique ·
Namibië ·
Niger ·
Nigeria ·
Noord-Korea ·
Oeganda ·
Oman ·
Qatar ·
Rwanda ·
Saoedi-Arabië ·
Senegal ·
Seychellen ·
Sierra Leone ·
Soedan ·
Swaziland ·
Togo ·
Tsjaad ·
Tunesië ·
Zambia ·
Zimbabwe ·
Zuid-Afrika ·
Zuid-Korea ·
Zuid-Soedan